# Eugenina
Eugenina es un derivado de la cromona, un fenólico compuesto que se encuentra en el clavo de olor. Es uno de los compuestos responsables de la amargura en las zanahorias.

## Derivados
- 6-hydroxymethyl-eugenin puede ser aislado de las especies fúngicas Chaetomium minutum.[3]